# کن یوشیدا
کن یوشیدا (انگلیسی: Ken Yoshida؛ زادهٔ ۱ مارس ۱۹۷۰) بازیکن فوتبال اهل ژاپن است.